# Tetraethylorthosilicaat
Tetraethylorthosilicaat, ook wel TEOS of ethylsilicaat genoemd, is een kleurloze, ontvlambare vloeistof. Het is de ethylester van orthokiezelzuur. Het is vrijwel onoplosbaar in water. In contact met vocht ontbindt het langzaam tot siliciumdioxide (silica) en ethanol, een proces dat versneld kan worden met zowel een zure als een alkalische katalysator(bijvoorbeeld ammoniak):
{\displaystyle {\ce {Si(OC2H5)4 + 2 H2O -> SiO2 + 4 C2H5OH}}}
Dit is een sol-gel-proces, waarop talrijke toepassingen van de stof gebaseerd zijn.

## Synthese
TEOS wordt gevormd door de reactie van siliciumtetrachloride (SiCl4) met ethanol:
{\displaystyle {\ce {SiCl4 + 4 C2H5OH -> Si(OC2H5)4 + 4 HCl}}}
of de reactie van metallisch silicium met ethanol:
{\displaystyle {\ce {Si + 4 C2H5OH -> Si(OC2H5)4 + 4 H2O}}}

## Toepassingen
Toepassingen van tetraethylorthosilicaat zijn onder meer:
- Bindmiddel bij de fabricage van gietvormen voor verloren wasgieten.
- Bindmiddel in anti-roestverven die een hoog gehalte aan zinkpoeder hebben.
- Bij het crosslinken in kunstharsen, onder meer siliconenrubber en epoxyharsen.
- Aanbrengen van zeer dunne (sub-micrometer) maar harde en krasbestendige SiO2-bekledingen op polycarbonaat, acrylharsen en andere kunststoffen die zelf niet krasbestendig zijn (dit is een voorbeeld van een sol-gel-proces waarbij TEOS als precursor van SiO2 optreedt).
- Aanbrengen van een beschermende hitte- en weerbestendige coating op allerlei materialen, onder meer om de verwering van stenen gebouwen tegen te gaan.
- Bij de fabricage van weer- en zuurbestendige mortels en cement.

## Toxicologie en veiligheid
De stof is irriterend voor de ogen en slijmvliezen. Inademing van hoge concentraties kan leiden tot bewusteloosheid.